# Trauma (pel·lícula de 2004)
Trauma és una pel·lícula britànica dirigida per Marc Evans, estrenada l'any 2004. Ha estat doblada al català.

## Argument
Ben surt del coma i s'assabenta que la seva dona, Elisa, ha mort en un accident de cotxe. A la seva sortida de l'hospital, intenta arrencar una nova vida i fa amistat amb Charlotte, la seva nova veïna. Però Ben té visions de la seva dona i estranys fenòmens tenen lloc al seu pis.

## Repartiment
- Colin Firth: Ben
- Mena Suvari: Charlotte
- Naomie Harris: Elisa
- Sean Harris: Roland
- Neil Edmond: Mills
- Tommy Flanagan: Tommy
- Kenneth Cranham: inspector Jackson
- Brenda Fricker: Petra

## Rebuda
- El film ha fet 80.000 entrades a Europa de les quals 58.000 al Regne Unit[3]
- Crítica
  - "Sense amb prou feines descriure als personatges ni la trama, ja s'estan fent esforços formals per donar esglais a la platea (...) Interminables clixés"[4]
  - "El film queda obstaculitzat per incoherències narratives, un desenvolupament lent i uns personatges emocionalment llunyans"[5]